# Opius bakonyensis
Opius bakonyensis är en stekelart som beskrevs av Fischer 1989. Opius bakonyensis ingår i släktet Opius och familjen bracksteklar. Inga underarter finns listade i Catalogue of Life.